# Copa Nicasio Vila 1927
La Copa Nicasio Vila 1927 fue la vigésima primera edición del campeonato de primera división de la Liga Rosarina de Fútbol. 
Participaron once equipos, y el campeón fue el Rosario Central.

## Tabla de posiciones final
| Pos | Equipo             | Pts | PJ | G  | E | P  | GF | GC | Dif |
| --- | ------------------ | --- | -- | -- | - | -- | -- | -- | --- |
| 1º  | Rosario Central *  | 28  | 15 | 14 | 0 | 1  | 42 | 6  | 36  |
| 2º  | Tiro Federal       | 28  | 18 | 13 | 2 | 3  | 28 | 13 | 15  |
| 3º  | Newell's Old Boys  | 21  | 16 | 9  | 3 | 4  | 31 | 18 | 13  |
| 4º  | Central Córdoba    | 21  | 16 | 9  | 3 | 4  | 25 | 19 | 6   |
| 5º  | Nacional           | 20  | 16 | 9  | 2 | 5  | 28 | 23 | 5   |
| 6º  | Belgrano           | 18  | 16 | 8  | 2 | 6  | 32 | 32 | 0   |
| 7º  | Sparta             | 18  | 17 | 7  | 4 | 6  | 21 | 27 | -6  |
| 8º  | Calzada            | 12  | 17 | 5  | 2 | 10 | 20 | 27 | -7  |
| 9º  | Estudiantes        | 9   | 17 | 4  | 1 | 12 | 18 | 38 | -20 |
| 10º | Atlantic Sportsmen | 9   | 16 | 4  | 1 | 11 | 24 | 55 | -31 |
| 11º | Riberas del Paraná | 0   | 20 | 0  | 0 | 20 | 7  | 18 | -11 |

|  | |
|  | Campeón |
|  | Retiró a su equipo de la Liga luego de perder los primeros 5 partidos. Se les otorgó los puntos de sus futuros partidos a sus rivales. |

* El torneo fue dado por terminado luego de varias postergaciones de partidos, y la Liga dio como ganador a Central a pesar de encontrarse igualado en puntos con Tiro Federal, ya que a los auriazules le restaban cinco juegos por cumplir y a Tiro dos. En la práctica, Central llevaba dos puntos de ventaja sobre Tiro Federal, dado que 1 de los 5 partidos pendientes que tenía era contra Riberas del Paraná, equipo que ya había desistido de participar en ese campeonato de Liga y había cedido los puntos a todos sus rivales. Por eso, Central llevaba 2 puntos de ventaja y adeudaba los cotejos ante Newells (L), Belgrano (L), Atlantic Sportsmen (V) y Sparta (V), mientras que Tiro debía los juegos ante Central Córdoba (L) y Estudiantes (V). Se pensó que -en el hipotético caso de ganar Tiro Federal los 2 partidos pendientes- a Central le alcanzaría con solo sumar 3 puntos en los 4 encuentros que tenía pendientes (2 de ellos ante rivales decididamente inferiores, como Atlantic y Sparta) por lo que nadie protestó aquella medida de la Liga.